# 7 Brygada Artylerii Polowej (austro-węgierska)
7 Brygada Artylerii Polowej (7. Art.-Brig., 7. FABrig.) – brygada artylerii polowej cesarskiej i królewskiej Armii.

## Dowódca 1914
Oberst Heinrich Marx.

## Dyslokacja sztabu w 1914
Garnizon Timișoara.

## Skład w maju 1914
- Pułk Haubic Polowych Nr 7
- Pułk Armat Polowych Nr 19
- Pułk Armat Polowych Nr 20
- Pułk Armat Polowych Nr 21
- Dywizjon Haubic Ciężkich Nr 7
- Dywizjon Artylerii Konnej Nr 7

## Podporządkowanie w 1914
VII Korpus